# Carl-Friedrich-Flemming-Klinik

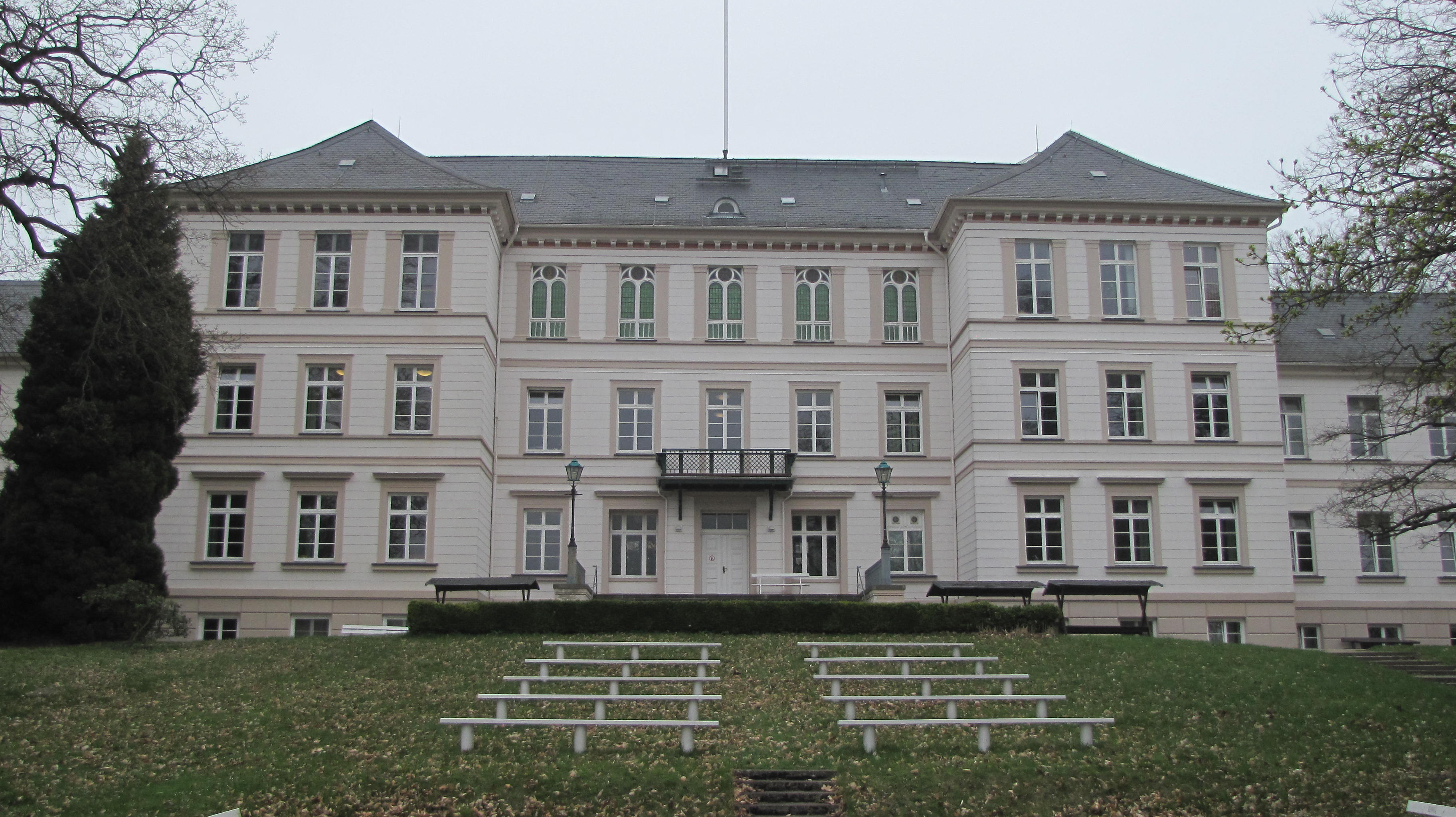
Mittelteil des Haupthauses

Die Carl-Friedrich-Flemming-Klinik (ehemals Heil- und Pflegeanstalt Sachsenberg) auf dem Sachsenberg in Schwerin ist seit 1830 eine psychiatrische Klinik und Heilanstalt, die für Mecklenburg eine zentrale Funktion innehatte. Diesen Namen nach dem Gründungsdirektor Carl Friedrich Flemming trägt sie seit 1998. Heute gehört sie zu den Helios Kliniken.

## Geschichte

### 1825 bis 1932

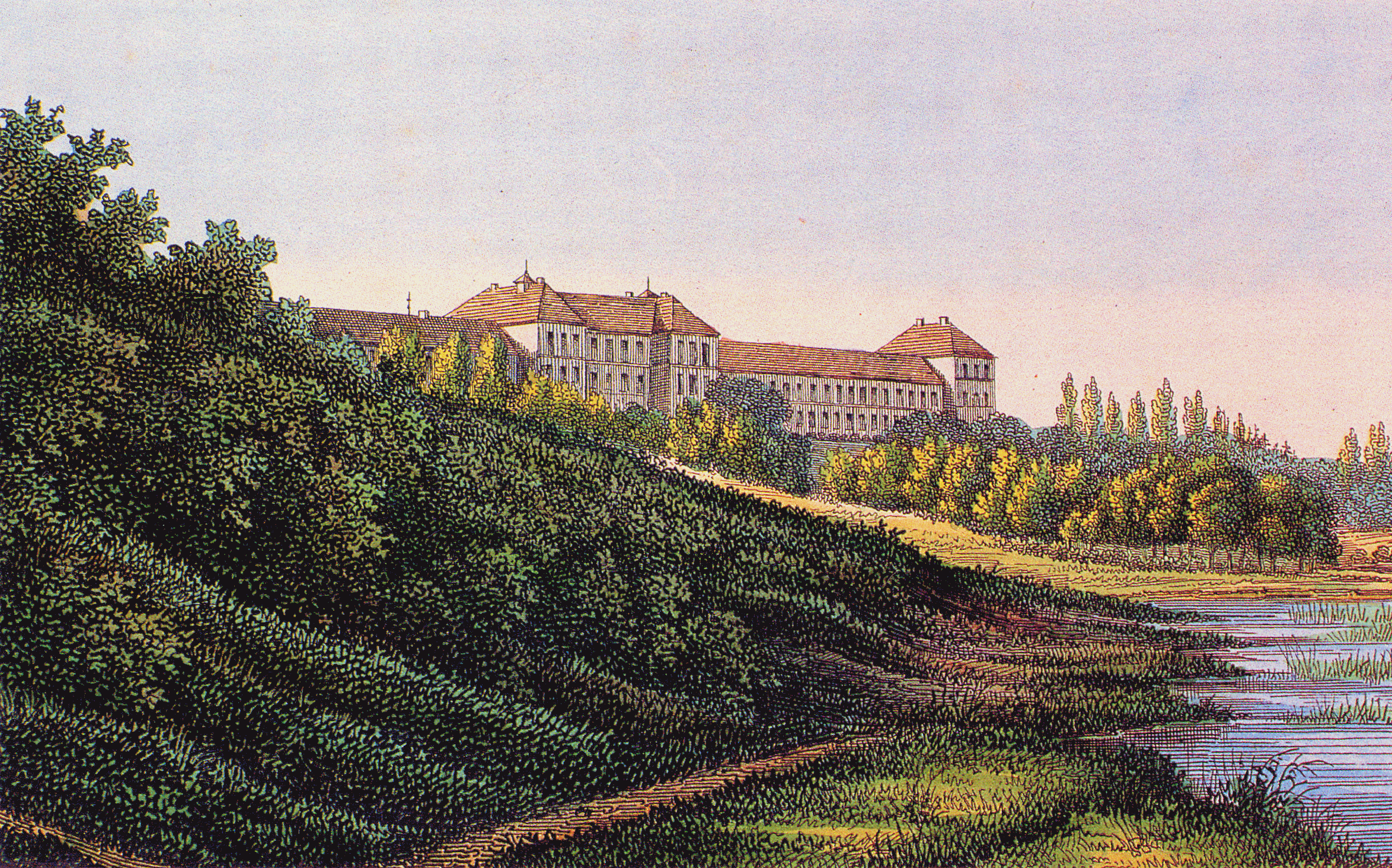
Irren-Heilanstalt Sachsenberg in Meklenburg in Bildern (1845)

Nach Entwürfen des Oberbaurat Carl Heinrich Wünsch entstand ab 1825 im klassizistischen Stil der 180 Meter lange, mehrflügelige zweigeschossige Putzbau der Irren-Heilanstalt Sachsenberg.  Die Heilanstalt wurde am 15. Januar 1830 vom Schweriner Großherzog Friedrich Franz I. eingeweiht und von Carl Friedrich Flemming bis 1854 geleitet. Sein Nachfolger bis 1863 war Karl Friedrich Werner Nasse. Zuerst ging man von „150 heilbaren Patienten“ aus, doch nach von 1881 bis 1883 errichteten Erweiterungsbauten wurden auch „Tobsüchtige und Unheilbare“ aufgenommen. Die Konzeption war so großzügig, dass in der 1. Klasse für jeden Patienten zwei Räume zur Verfügung standen: ein Schlaf- und ein Wohnraum, dazu ein persönlicher Pfleger.
Flemming ließ 1833 den 11 Hektar großen Landschaftspark am Schweriner Ziegelsee anlegen. Arbeitstherapeutische Tätigkeiten ließen die Anstalt sich selbst versorgen. Die ersten Begräbnisse erfolgten 1833 im Bereich des heutigen Friedhofes.
Für die geistig behinderten Kinder wurde 1867 auf dem „Lewenberg“ ein großzügig angelegtes Gebäude errichtet, benannt nach seinem ersten Pädagogen Johann Basedow das „Basedowhaus“. Diese Kinderabteilung fand nach 1945 in zwei Parkhäusern auf dem Sachsenberg Platz. 1912 kamen u. a. ein Waschhaus und eine Kapelle hinzu. Zur Therapieerweiterung wurden in den 1920er Jahren Musikinstrumente, Radioanlagen und mehrere Ruderboote gekauft. Konzerte, Theater und Erntefeste prägten die Atmosphäre der Klinik mit. Leiter von 1886 bis 1895 war Fedor Schuchardt, von 1895 bis 1924 Felix Matusch.

### Zeit des Nationalsozialismus

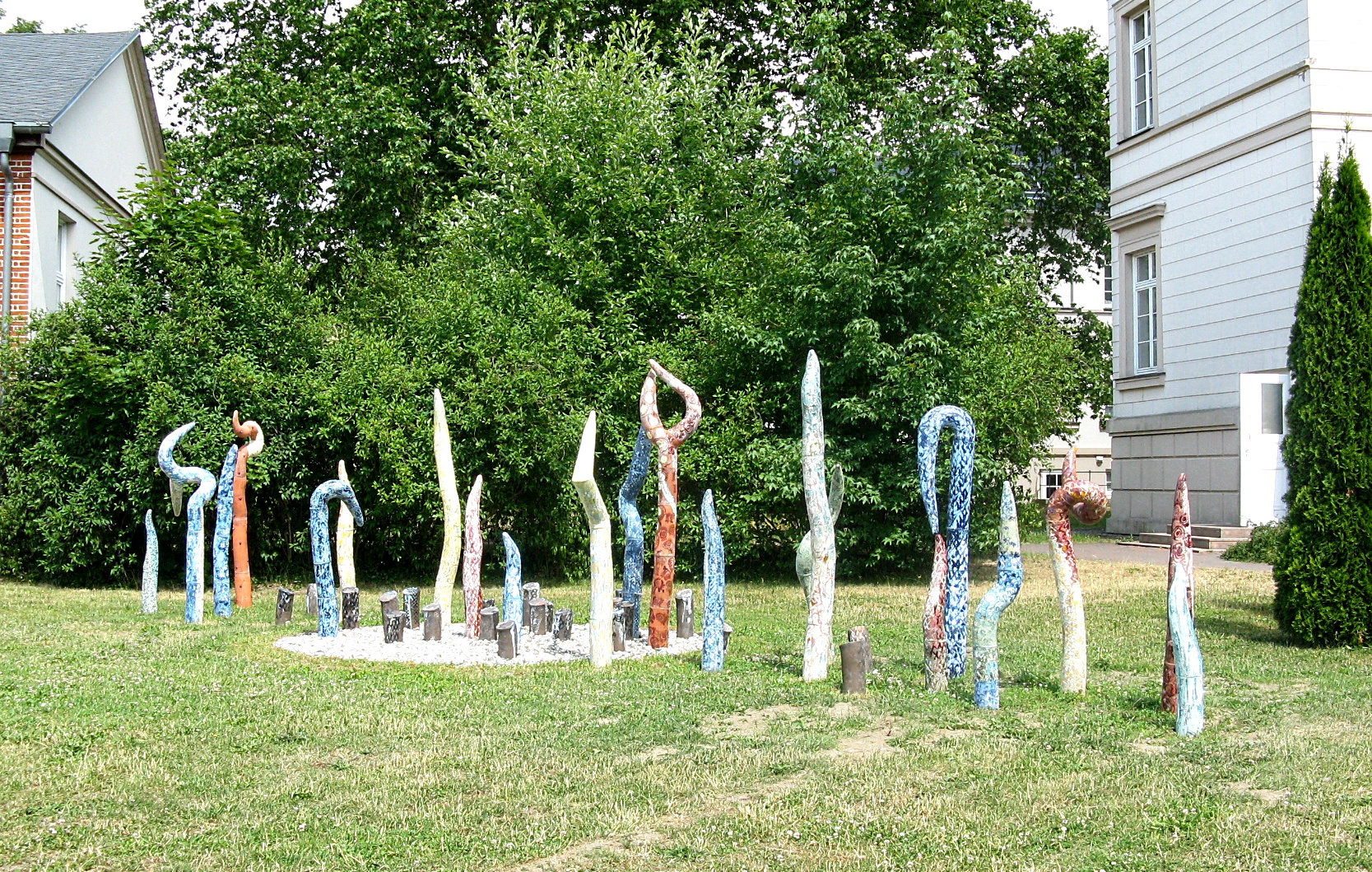
Denkmal für die Opfer der NS-Euthanasiemorde

Die Zeit des Nationalsozialismus war ein tiefer Einschnitt, als im Rahmen der von der Berliner Zentraldienststelle T4 aus gesteuerten NS-Krankenmorde  unter dem Chefarzt von 1924 bis 1945 Johannes Fischer am 18. Juli und 1. August 1941 aus der Schweriner Klinik 275 Patienten in die NS-Tötungsanstalt Bernburg in Sachsen-Anhalt deportiert und dort durch Gas ermordet wurden.
In Schwerin selbst starben weitere psychisch kranke Menschen und mindestens 300 geistig und körperlich behinderte Kinder durch aktive oder passive Tötungsmaßnahmen. Das Kinderheim Lewenberg wurde im September 1941 als sogenannte Kinderfachabteilung Lewenberg in die Heil- und Pflegeanstalt Sachsenberg verlegt. Oberarzt Alfred Leu leitete die Kinderfachabteilung, wo er mindestens 70 Kinder selbst tötete.
In einem Prozess in Schwerin wurden am 19. August 1946 drei Stationspfleger und eine Schwester zum Tode verurteilt. Insgesamt liegt die Zahl der Opfer nach neueren Forschungen bei 1900 Toten.

### DDR und Wendezeit
Nach 1945 entstand in der DDR die „Bezirksnervenklinik“ Schwerin mit Abteilungen für Psychiatrie, Neurologie sowie einem Pflegehaus. Seit Anfang der 70er Jahre verbesserte sich die Versorgung psychisch kranker Menschen. Die Rodewischer Thesen forderten eine moderne Krankenhauspsychiatrie in Kombination von Pharmakotherapie, Psychotherapie, Soziotherapie und psychiatrischer Rehabilitation. Die Nervenklinik leitete seit 1964 H. Berthold, der die Ansprüche der Nervenklinik gegenüber dem Staat nachdrücklich vertrat. Der so genannte Langzeitbereich mit Hunderten von schwer geistig behinderten Menschen wurde 1962 in das Kloster Dobbertin verlagert. Auf dem Sachsenberg blieb die Rehabilitationsabteilung. Neu entstanden die Neuropathologie, Röntgenabteilung, das Labor sowie eine Physiotherapieabteilung. Bertholds Nachfolger, Professor Klaus Giercke spezialisierte weiter in die Bereiche Allgemeinpsychiatrie, Alterspsychiatrie und Suchterkrankungen, ab 1975 kam eine Klinik für funktionelle Störungen und Neurosen hinzu. Im März 1990 wurde ein Personalrat gewählt und die alte Leitung abgewählt. Jörgen Fuchs wurde Ärztlicher Direktor.

### Neueste Zeit
1998 wurde Michael Schmidt-Degenhard als Chefarzt der Klinik für Psychiatrie und Psychotherapie und Ärztlicher Direktor der Nervenklinik berufen, die 1999 zum 200. Geburtstag ihres Gründungsdirektors in Carl-Friedrich-Flemming-Klinik umbenannt wurde. Seit 2003 leitet Andreas Broocks die Klinik.
Mit derzeit 278 vollstationären und 110 teilstationären Behandlungsplätzen und einer großen Psychiatrischen Institutsambulanz ist die Klinik in der Versorgung psychisch erkrankter Patienten in Mecklenburg-Vorpommern von zentraler Bedeutung.